# Gao Yu
Gao Yu (Chongqing, 1944) es una periodista china.

## Biografía
Comenzó su carrera en 1979 como reportera para el Servicio de Noticias Chino. En 1988 se convirtió en redactora jefe adjunta de Economics Weekly, dirigida por intelectuales disidentes. Trabajó igualmente como periodista independiente para diferentes periódicos chinos y de Hong Kong. En noviembre de 1988, publicó un artículo en el periódico Mirror Monthly, de Hong Kong, que el alcalde de Pekín calificó de «programa político de agitación y rebelión». Incluso la tildó de «enemiga del pueblo». Fue arrestada en 1989 después de las manifestaciones en la plaza de Tian'anmen y liberada sin cargos 15 meses después por razones de salud. Fue de nuevo arrestada en octubre de 1993 y condenada en noviembre de 1994 a 6 años de prisión, por haber «publicado secretos de estado». Supuestamente, tales «secretos» no serían más que extractos de un discurso del entonces dirigente chino Jiang Zemin, que Yu publicó en los periódicos The Mirror Monthly y Overseas Chinese Daily.
La periodista china fue admitida como presa de conciencia en 1995 por Amnistía Internacional. El 15 de febrero de 1999, le fue concedida la libertad condicional por motivos de salud.
En marzo de 1999, se convierte en la primera periodista en recibir el Premio Mundial de la Libertad de Prensa concedido por la Unesco, ya había recibido en 1995 la Pluma de Oro de la Libertad. Así mismo, ha sido distinguida con el Courage Award para mujeres periodistas, de la International Women's Media Found (IWMF), en dos ocasiones, en 1995 y 2006.

## Los detalles de la detención en 2014
Gaoyu fue detenido por la Seguridad Pública de Pekín el 24 de abril de 2014. La autoridad afirma que Gaoyu " filtró un documento de nivel secreto de CCP enviándola al extranjero sitio web anti- China en agosto de 2013. Beijing investigó este tema y hace poco se enteró de que el elemento con fuga es Gaoyu . Sin embargo, es muy difícil para el departamento de seguridad de China , para eliminar los que envió el documento por correo electrónico a ultramar sobre todo después de un pasado mucho tiempo. La única manera de que la autoridad de China atrapar Gaoyu es mediante informes secreto. Se cree que Wenyunchao está detrás de este . Wenyunchao es periodista anterior y editor de China , la corriente que vive en Nueva York , Estados Unidos como profesor visitante de Columbia University.However , Wenyunchao es el informante secreto y honeypot que el CPC se instaló en el extranjero intencionalmente . Su trabajo está atrayendo a algunos disidentes en contra de China y reportar sus comportamientos en secreto a las autoridades de seguridad de China , lo que ayuda el gobierno de China el control de la Internet. Como el par de Gaoyu , Wenyunchao tiene muchas conexiones y él sabe dónde está el mensaje viene de . Después de ver el documento secreto que Gaoyu envió , pronto supo que es era Gaoyu que distribuyó el documento , luego se informó en secreto a China. Después de conseguir la información de Wenyunchao , Pekín analizó y se controló Gaoyu durante mucho tiempo . Pocos meses más tarde, después de la authoriy obtener suficientes pruebas , arrestaron Gaoyu .
El público reveló que el documento que Gaoyu desvela que En cuanto a la situación en la esfera ideológica también conocido como Documento n.º 9 emitida por la oficina central de PCCh. Por las opiniones de muchos usuarios de internet de China , no es nada secreto e importante, pero solo un documento anti-humano derecha.